# Podskalnica
Podskalnica (Guyruita) – rodzaj pająków z infrarzędu ptaszników i rodziny ptasznikowatych. Obejmuje 6 opisanych gatunków. Zamieszkują Amerykę Południową.

## Morfologia
Pająki te osiągają od 10 do 30 mm długości ciała, co stanowi niewielkie do przeciętnych rozmiary jak na ptasznikowate. Ubarwienie mają jednolite lub z ciemnym znakiem pośrodku grzbietowej strony opistosomy (odwłoka). Karapaks ma słabo wyniesioną część głowową z lekko wyniesionym, szerszym niż dłuższym wzgórkiem ocznym. Szczękoczułki pozbawione są rastellum. Szczęki mają ponad 80 kuspuli, natomiast na kwadratowej wardze dolnej jest ich ponad 100. Odnóża zwieńczone są parą nieząbkowanych pazurków górnych i dobrze wykształconymi przypazurkowymi kępkami włosków, brak jest natomiast pazurka dolnego. Na stopach pierwszej pary skopule są pełne, na tych drugiej pary pełne z linią rzadkich szczecinek, a na pozostałych parach podzielone pasmem grubych szczecin. Odnóża pierwszej pary u samców mają na goleniach apofizy (haki) zbudowane ze stosunkowo krótkich gałęzi, z których tylno-boczna jest dłuższa od przednio-bocznej. Nadstopia tejże pary odnóży przy zginaniu wchodzą w kontakt z owymi apofizami. Nogogłaszczki samca dysponują długim i cienkim, pozbawionym kilów embolusem. Genitalia samic cechują się spermatekami o szerokiej podstawie i dobrze zesklerotyzowanych płatach.

## Ekologia i występowanie
Rodzaj neotropikalny, znany z Gujany, Gujany Francuskiej oraz dużej części Brazylii, w tym stanów: Pará, Maranhão, Piauí, Tocantins, Goiás i Dystryktu Federalnego, Rio Grande do Norte, Paraíba, Alagoas, Bahia, Sergipe i Espírito Santo.
Większość gatunków zamieszkuje lasy atlantyckie, jeden związany jest z ekoregionem cerrado, a jeden jest troglofilem.

## Taksonomia
Takson ten wprowadzony został w 2007 roku przez José P.L. Guadanucciego, Sylvię M. Lucas, Rafaela P. Indicattiego i Flávio U. Yamamoto na łamach Revista Brasileira de Zoologia. Nadana nazwa rodzajowa oznacza w języku z grupy tupi „wchodzić pod skałę” i nawiązuje do zachowania niektórych gatunków. Gatunkiem typowym autorzy wyznaczyli opisanego w tej samej publikacji  G. cerrado.
Do 2022 roku opisano 6 gatunków z tego rodzaju:
- Guyruita atlantica Guadanucci, Lucas, Indicatti & Yamamoto, 2007 – podskalnica atlantycka
- Guyruita cerrado Guadanucci, Lucas, Indicatti & Yamamoto, 2007 – podskalnica sawannowa
- Guyruita giupponii Fukushima & Bertani, 2018 – podskalnica leśna
- Guyruita guadanuccii Sherwood & Gabriel, 2021 – podskalnica nadrzeczna
- Guyruita isae Fukushima & Bertani, 2018 – podskalnica wschodnia
- Guyruita metallophila Fonseca-Ferreira, Zampaulo & Guadanucci, 2017 – podskalnica metaliczna

Guadanucci w publikacji z 2020 roku zaznaczyli jednak, że materiał zdeponowany w muzeach i fotografie osobników w hodowlach wskazują na znacznie większą różnorodność rodzaju, przekraczającą 15 gatunków. Stąd takson ten będzie wymagał kolejnych rewizji.